# 納特萬德山
47°34′20″N 11°44′58″E / 47.57222°N 11.74944°E

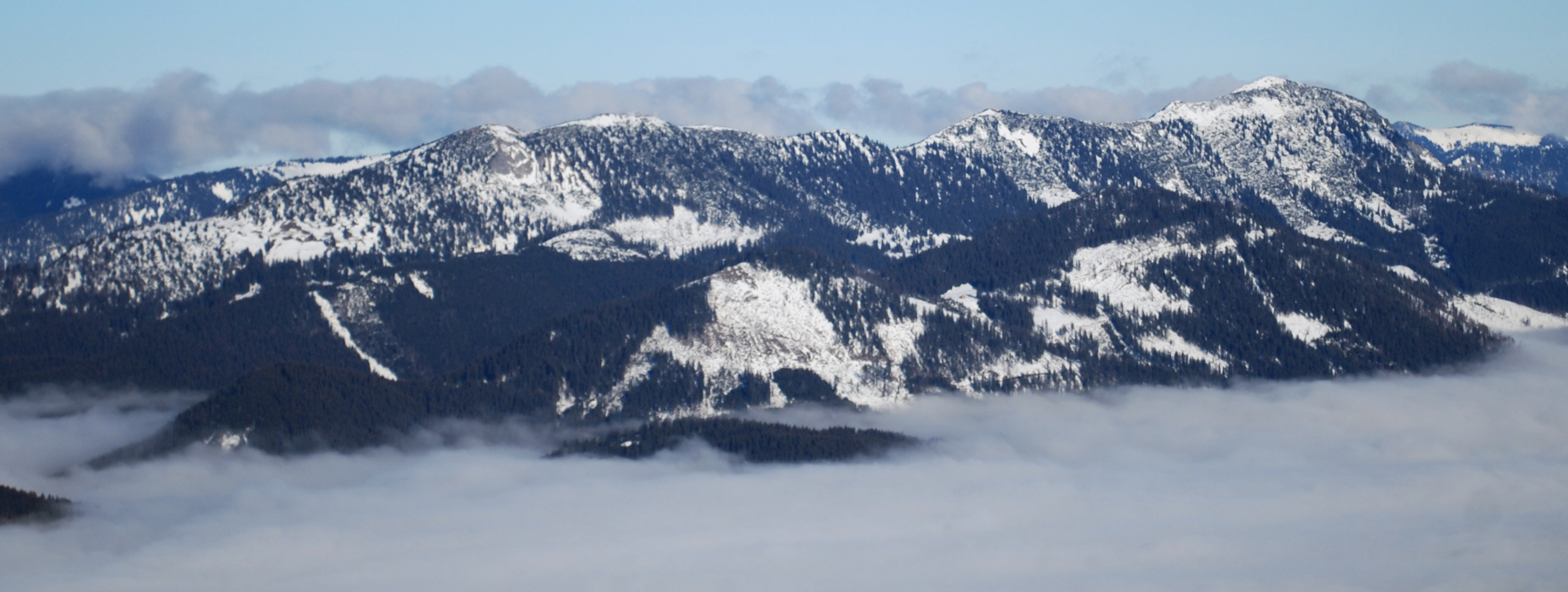

納特萬德山（德語：Natterwand），是奧地利的山峰，位於該國西部，由蒂羅爾州負責管轄，屬於布兰登贝格山的一部分，距離布勞山1.7公里，海拔高度1,618米，每年平均降雨量1,764毫米。